# Wilesco
Wilesco werd in 1912 opgericht als Wilhelm Schröder GmbH & Co. Metallwarenfabrik door Wilhelm Schröder en Ernst Wortmann in het Duitse Lüdenscheid. Het bedrijf produceert plastic en aluminium scheppen en haken, blikken (opwind)speelgoed evenals stoomspeelgoed.
Tot na de Eerste Wereldoorlog werd er voornamelijk aluminium bestek vervaardigd. Begin jaren twintig breidde het bedrijf uit met miniatuur aluminium accessoires voor poppentheekransjes. Deze beslissing hielp het bedrijf ook om de economische crisis van de late jaren 1920 en vroege jaren 1930 te doorstaan, omdat dit speelgoed ook naar de VS werd geëxporteerd.
In 1950 begon Wilesco met de productie van miniatuurstoommachines. Wilesco heeft scheepstoommachines, oscillerende stoommachines, stoomturbines, stationaire stoommachines en rijdende stoommachines. De meeste beschikken over een ketel met een glaasje om het waterpeil te meten en om de stoom van dichtbij te bekijken. In 1966 werd de D36 "Old Smokey" stoomwals geïntroduceerd die populair is onder verzamelaars en nog steeds wordt geproduceerd. Na de stoomtractor volgde een stoombrandweerwagen, gebaseerd op een origineel van Magirus uit 1904. Het nieuwste mobiele model is de "Mighty Atom" vrachtauto, waarvan het origineel uit 1932 stamt.
De machines werken natuurgetrouw, water wordt verhit tot stoom en drijft een vliegwiel aan. Er zijn ook aandrijfmodellen verkrijgbaar die aangesloten kunnen worden op het vliegwiel: zoals elektrische generatoren, machines, stoomwerkplaatsen, handwerk figuren en kermisattracties.
De normale werkdruk van de ketel ligt rond de 1,5 bar. Het veiligheidsventiel, dat op elke ketel gemonteerd is, opent bij ca. 1,8 bar zodat er geen overdruk ontstaat en een veilige werking gegarandeerd is. De ketel en het ketelhuis evenals alle stoom voerende delen van de stoommachine worden heet en mogen tijdens bedrijf niet worden aangeraakt. Bijna alle machines zijn uitgerust met een stoomfluit. Deze wordt gebruikt voor het akoestisch testen van de druk in de ketel.
Er zijn twee soorten cilinders gemaakt van een speciale messingslegering: Oscillerend en vaste (dubbelwerkende) cilinders. De oscillerende cilinders werken maar in één richting. Vaste dubbelwerkende cilindermachines laten het vliegwiel in beide richtingen draaien, wat resulteert in meer energie (meer vermogen) om meerdere aandrijfmodellen te verplaatsen. De vijfspaaks vliegwielen zijn gemaakt van zink, geverfd of verguld. 
Bij veel machines wordt de uitlaatstoom in de schoorsteen gevoerd, zodat ook de stoommachines hun naam verdienen. De stoommachines worden over het algemeen verwarmd met droge brandstof Wittabs (Esbit), maar de krachtigste machines hebben als alternatief ook een elektrisch verwarmingssysteem.
De cilinders van de stoommachines moeten gesmeerd worden met speciale stoomolie om slijtage te voorkomen. Deze olie is bestand tegen hoge temperatuur in combinatie met vocht (stoom). veel machines hebben een oliepotje. bij de eenvoudigere machines dient de zuiger uit de cilinder te worden genomen om te smeren.

De belangrijkste concurrent van Wilesco is de Engelse stoomspeelgoedfabrikant Mamod.

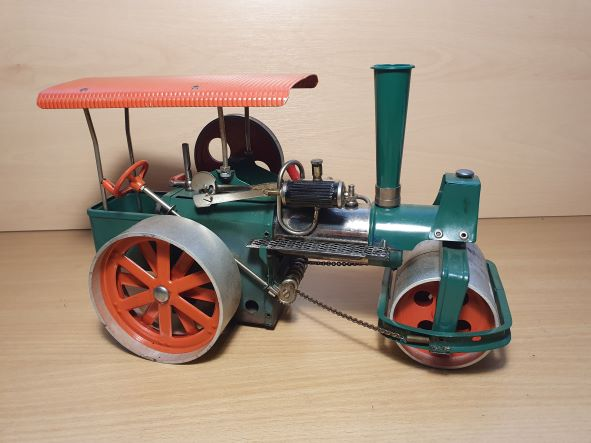
D365 ""Old Smokey"" stoomwals
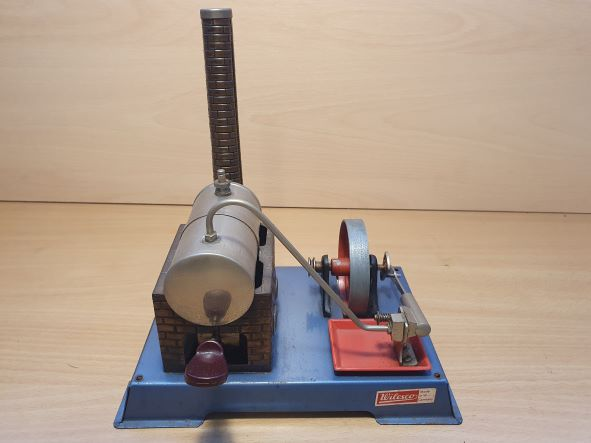
D4 zonder peilglas en stoomfluit
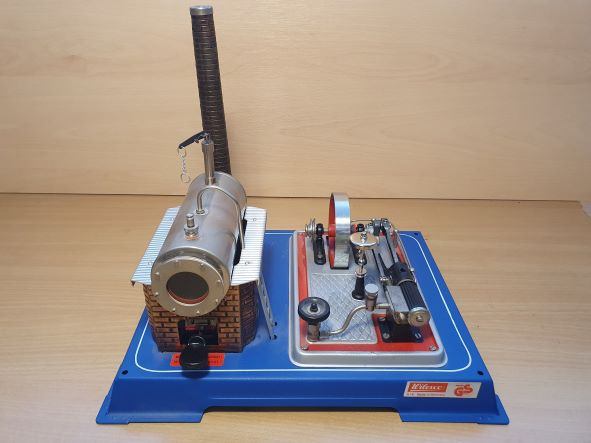
D16 stationaire stoommachine nieuwste model met rokende schoorsteen
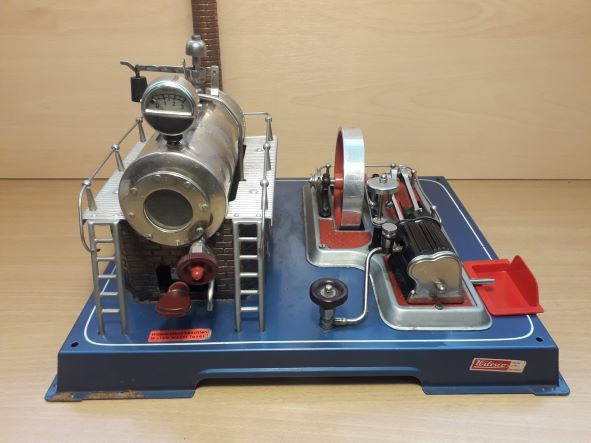
D20 oud model met manometer en bolvormige stoomfluit met gewichtje
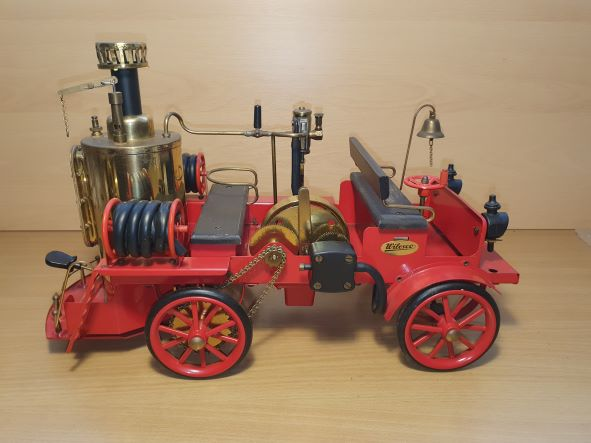
D305 Magirus brandweer wagen met stoomspuit
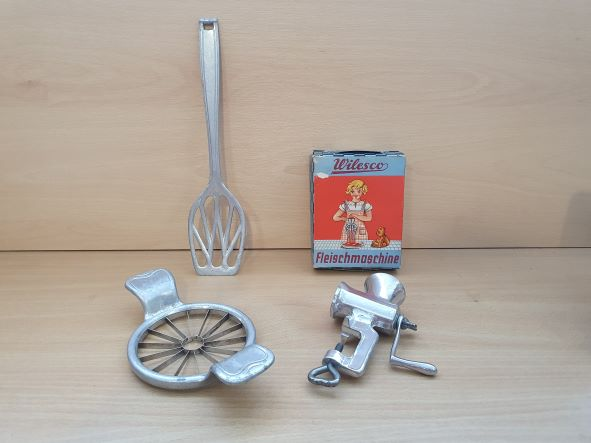
Wilesco spatel, appelsnijder en speelgoed vleesmolen

- Gemeinsame Normdatei: 7686606-3
- Virtual International Authority File: 236161434